# Метамінодон

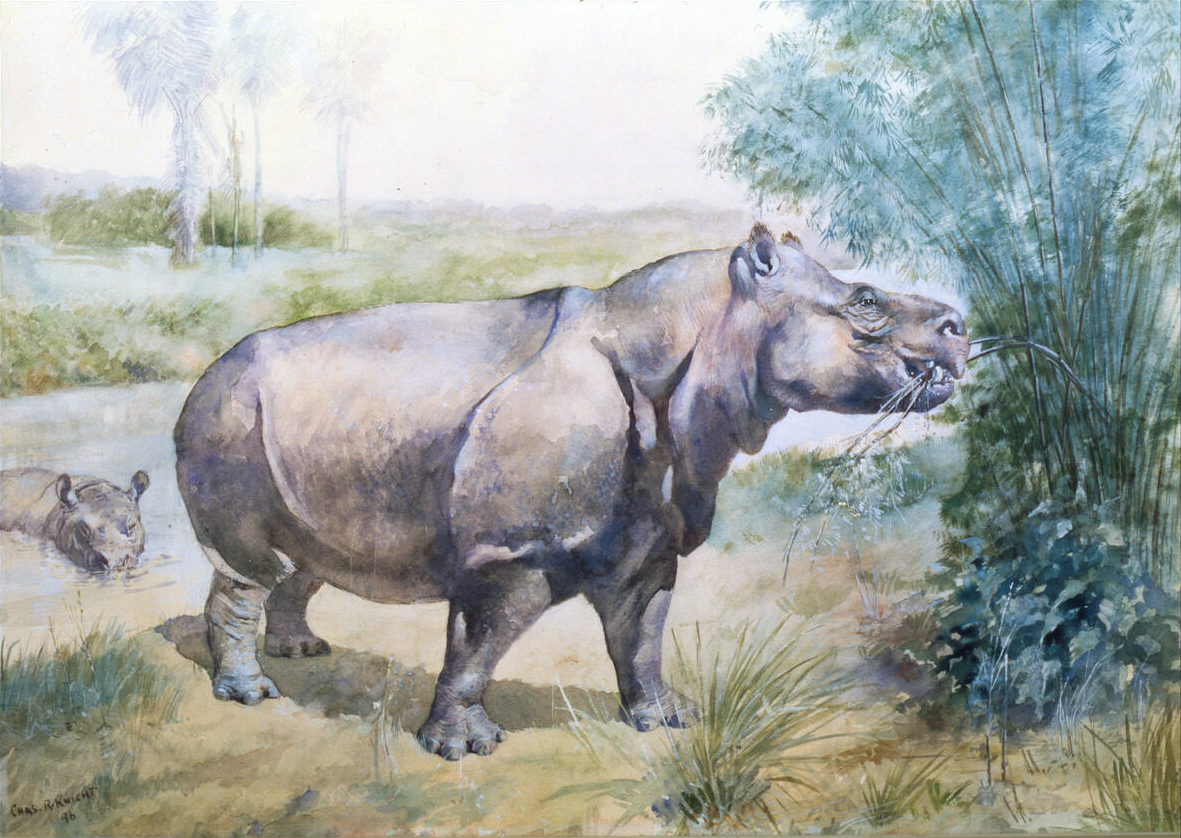
Реконструкція зовнішнього вигляду

Metamynodon — це вимерлий рід носорогів-амінодонтів, який мешкав у Північній Америці (фауна Білої річки) та Азії з пізнього еоцену до раннього олігоцену, хоча сумнівне включення M. mckinneyi могло розширити їх ареал до середнього еоцену. Різні види були великими, демонструючи напівводні пристосування, подібні до сучасних бегемотів, попри їх більшу спорідненість з носорогами.

## Опис
Metamynodon planifrons, найбільший вид, мав довжину близько 4 метрів і вагу 1.8 тонн, і, хоча був віддаленим родичем із сучасними носорогами, виглядав більше як гіпопотам (Hippopotamus amphibius). Його передні ноги мали чотири пальці замість трьох, як у сучасних носорогів.
Метамінодонти зазвичай мають більші ікла, ніж інші болотяні носороги. Укорочена морда і великі ніздрі вказують на те, що метамінодон мав чіпку губу. Метамінодонти були більш брахіцефальними і мали ширше, ніж довше рило. Ніздрі були б у верхній частині морди, як у сучасного бегемота. Як і інші водні ссавці, метамінодон мав гірший нюх, ніж інші болотяні носороги. Очі були розташовані високо на черепі, щоб вони могли бачити, бувши зануреними. Він мав зубну формулу: 3.1.3.3 / 3.1.2.3.
Як і інші водні ссавці, метамінодон мав невеликі нейронні шипи, що виступали вгору від грудних хребців, що вказувало на слабкі м’язи шиї, що, ймовірно, було пов’язано з плавучістю та відсутністю необхідності підтримувати голову під час занурення. Грудна клітка була широкою, а метамінодон мав бочкоподібну грудну клітку, подібну до бегемота, що могло бути або адаптацією до розширення травного тракту, або для розвитку м’язів, необхідних для запобігання перевертання у воді. М'язи ніг були великими й добре розвиненими, ймовірно, щоб докладати більше сили під час ходьби та краще пробиратися крізь багнистий ґрунт.

## Палеобіологія
Як і інші метамінодонти, метамінодон був напівводним. Подібно до сучасного бегемота, метамінодон, ймовірно, був пасовищним, годувався травою та жорстким рослинним матеріалом вночі та перебував у воді вдень. Як і бегемоти, самці могли використовувати свої великі бивні для боротьби або для пошуку їжі на берегах річок. Вони вимерли в пізньому олігоцені.
Національний парк Бедлендс раннього олігоцену, ймовірно, являв собою потоки, що протікають через луки, лісисті галереї та савани. Метамінодон, ймовірно, був у великій кількості і обмежувався потоками.